# Марченд, Тил
Тил Марченд (англ. Teal Marchande) — американская актриса, наиболее известна ролью Шэрил Рокмор, мамы Кена, в ситкоме телеканала Nickelodeon Кинан и Кел. Была приглашённой звездой в сериале Мартин (1994), также снялась ситкоме Хорошие новости (1998). После окончания ситкома Кинан и Кел в 2000 году не снималась.

## Фильмография
- Two Heads Are Better Than None (финальный эпизод ситкома Кинан и Кел) (2000)
- Planet Patrol (1999)
- Kraa! The Sea Monster (1998)
- Хорошие новости (1998)
- Кинан и Кел (1996–2000)
- Мартин (1994)